# اعلامیه جمهوری عراق
اعلامیه جمهوری عراق (به عربی: إعلان الجمهورية العراقية) این بیانیه رسمی اعلامیه جمهوری عراق است که در ۱۴ ژوئیه ۱۹۵۸ از بغداد اعلام شد. این نشان دهنده پایان سلطنت در عراق بود.
عبدالسلام عارف اولین بیانیه را خودش در ۱۴ جولای ۱۹۵۸ از طریق صدا و سیمای عراق در پایتخت بغداد پخش کرد.